# Araeococcus sessiliflorus
Espèce
Classification phylogénétique
Araeococcus sessiliflorus est une espèce de plantes de la famille des Bromeliaceae, endémique du Brésil.

## Distribution
L'espèce est endémique de l'État de Bahia au Brésil.

## Description
L'espèce est épiphyte.